# Red Apple Falls
Red Apple Falls è il sesto album in studio del musicista statunitense Smog, pubblicato nel 1997.

## Tracce
1. The Morning Paper – 3:22
2. Blood Red Bird – 4:01
3. Red Apples – 5:06
4. I Was a Stranger – 3:23
5. To Be of Use – 5:41
6. Red Apple Falls – 6:49
7. Ex-Con – 3:35
8. Inspirational – 6:25
9. Finer Days – 4:50